# Upplands runinskrifter 739
Upplands runinskrifter 739 är en vikingatida runsten av granit i Gådi, Boglösa socken och Enköpings kommun. 
Runstenen är 1,5 meter hög och 1,4 meter bred. Runhöjden är 6-8 centimeter.
Ristningens allitererande formulering "matmild och målsnäll" finns också på den närbelägna runstenen U 703. Ordet matmild betyder att någon är villig att bjuda andra på tillräckligt med mat medan målsnäll ska tolkas som "talför".

## Inskriften
Translitterering av runraden:
· hulbiorn · lit · raisa · stan · at ' sik · sialfan ·' hau|n| |u|naʀ · miltr · mataʀ · auk · mals·risin ·
Normalisering till runsvenska:
Holmbiorn let ræisa stæin at sik sialfan. Hann vaʀ mildr mataʀ ok malsrisinn.
Översättning till nusvenska:
Holmbjörn lät resa stenen åt sig själv. Han var matmild och målsnäll.